# Gustav Wied

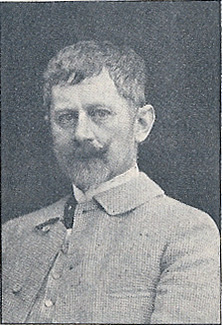
Gustav Wied.

Gustav Johannes Wied (* 6. März 1858 in Branderslev bei Nakskov; † 24. Oktober 1914 in Roskilde) war ein dänischer Schriftsteller.

## Leben
Gustav Wied war der Sohn eines wohlhabenden Gutsbesitzers. Er versuchte sich in den verschiedensten Berufen, bis er sich 1890 als freischaffender Schriftsteller niederließ.
Seine Erzählungen sind von skurrilem Humor und scharfer Satire geprägt, mit denen er die Menschen seiner Heimat schilderte. Wied thematisierte in seinem Werk sein kritisches Verhältnis zur Gesellschaft, welches von einem tiefen Pessimismus begleitet wird.
Am 24. Oktober 1914 nahm sich Wied in Roskilde das Leben.

## Werke
- Silhouetter (1891, Kurzgeschichten)
- Slægten (1898, Roman)
- Livsens ondskab (1899, Roman)
- Skærmydsler (1901, Drama)
- Knagsted (1902, Roman)
- Dansemus (1905, Drama)
- To Gange to er fem (1906?, Lustspiel), deutsch Zweimal zwei ist fünf
- Fædrene æde Druer (1908, Roman)